# Tetrakozan

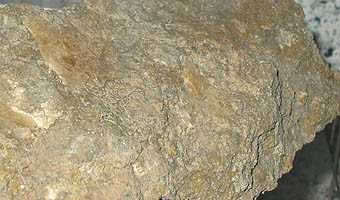
Tetrakozan w formie minerału evenkite

Tetrakozan – organiczny związek chemiczny, alkan o dwudziestu czterech atomach węgla w cząsteczce. Posiada 14 490 245  izomerów konstytucyjnych.
Występuje w naturze, w minerale o angielskiej nazwie evenkite. Spotykany jest m.in. na Syberii oraz na Morawach.